# NGC 3860B
NGC 3860B (другие обозначения — MCG 3-30-87, ZWG 97.114, PGC 36565) — компактная галактика в созвездии Льва.
Галактика относится к скоплению Льва (A1367). Она испытывает вспышку звездообразования, что проявляется в ярком излучении в линии H-альфа и в неправильной форме. Галактика также излучает в рентгеновском диапазоне: её полная светимость в рентгеновском диапазоне составляет 3⋅1040 эрг/с, распределение энергии в спектре этого излучения описывается тепловым излучением, температура которого соответствует энергиям частиц в 0,5 кэВ.
Этот объект не входит в число перечисленных в оригинальной редакции «Нового общего каталога» и был добавлен позднее.